# Joseph Nérette
Joseph Nérette (Porto Príncipe, 9 de abril de 1924 – Porto Príncipe, 29 de abril de 2007) foi um juiz e político do Haiti. Foi o presidente do Haiti entre 1991 e 1992.
Ele morreu de câncer de pulmão em Port-au-Prince aos 83 anos.